# Choe Il-son
Choe Il-son es una jugadora profesional de fútbol norcoreana que se desempeña como delantera en la selección femenina sub-20 de Corea del Norte y en el 4.25 Sports Club de la Liga de Futbol Femenina de Corea del Norte.

## Trayectoria

### Debut en Copa Asiática Femenina Sub-20 de 2024
En la copa asiática Il-son anotó un gol en el torneo y su selección quedó campeona en un partido contra Japón el 16 de marzo de 2024, logrando la clasificación a la copa mundial sub-20 femenina en Colombia.

### Copa Mundial sub-20 de 2024 en Colombia
El 22 de septiembre de 2024, Il-son anotó en el torneo 6 goles incluyendo el 1 a 0 contra Japón en la final ganando la bota y el balón de oro Adidas dejando a Corea del Norte como tricampeón del torneo sub-20 femenino.

### Copa Mundial sub-17 de 2024 en República Dominicana
El 3 de noviembre de 2024 Il-son se coronó campeona del torneo anotando dos goles en todo el certamen. Un gol contra México y otro contra Inglaterra.

## Estadísticas

### Selección
| Selecciones            | Año           | Asiático | Asiático | Asiático | Mundial | Mundial | Mundial | Amistosos | Amistosos | Amistosos | Total | Total | Total  |
| Selecciones            | Año           | Part.    | Goles    | Asist.   | Part.   | Goles   | Asist.  | Part.     | Goles     | Asist.    | Part. | Goles | Asist. |
| ---------------------- | ------------- | -------- | -------- | -------- | ------- | ------- | ------- | --------- | --------- | --------- | ----- | ----- | ------ |
| Corea del Norte Sub-17 | 2024          | 5        | 5        | 5        | 6       | 2       | 6       | -         | -         | -         | 11    | 7     | 11     |
| Corea del Norte Sub-17 | Total         | 5        | 5        | 5        | 6       | 2       | 6       | -         | -         | -         | 11    | 7     | 11     |
| Corea del Norte Sub-20 | 2024          | 5        | 1        | 5        | 7       | 6       | 7       | -         | -         | -         | 12    | 7     | 12     |
| Corea del Norte Sub-20 | Total         | 5        | 1        | 5        | 7       | 6       | 7       | -         | -         | -         | 12    | 7     | 12     |
| Total carrera          | Total carrera | 10       | 6        | 10       | 13      | 8       | 13      | -         | -         | -         | 23    | 14    | 23     |

#### Participaciones en Mundiales
| Competición     | Categoría        | Sede                 | Resultado | Partidos | Goles |
| --------------- | ---------------- | -------------------- | --------- | -------- | ----- |
| Mundial de 2024 | Selección sub-20 | Colombia             | Campeonas | 7        | 6     |
| Mundial de 2024 | Selección sub-17 | República Dominicana | Campeonas | 6        | 2     |

## Palmarés

### Distinciones individuales
| Distinción          | Año  |
| ------------------- | ---- |
| Balón de oro Adidas | 2024 |
| Bota de oro Adidas  | 2024 |